# Parmotrema permutatum
Parmotrema permutatum är en lavart som först beskrevs av Stirt., och fick sitt nu gällande namn av Hale. Parmotrema permutatum ingår i släktet Parmotrema och familjen Parmeliaceae.   Inga underarter finns listade i Catalogue of Life.